# Rumbeque

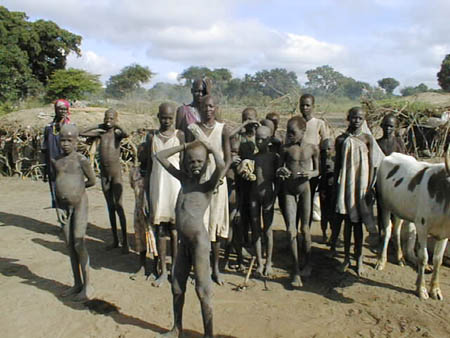
Feira de gado em Rumbeque

Rumbeque, ou Rumbek, é uma cidade localizada no Sudão do Sul, capital do estado de Lagos. Rumbeque tinha uma população estimada de 32,100 habitantes em 2011.